# Tỉnh (Lào)
Cấp tỉnh là cấp hành chính địa phương thứ nhất ở Lào. Lào được chia làm 17 tỉnh (tiếng Lào: ແຂວງ, khoueng), một kampheng nakhon là Viêng Chăn (đơn vị hành chính giống như tỉnh; thủ đô Viêng Chăn thuộc đơn vị hành chính này) và một nakhon luang (tiếng Lào: ນະຄອນຫຼວງ, Na Khôn Luông) là thủ đô Viêng Chăn. Các tỉnh được chia ra thành các huyện (tiếng Lào: ເມືອງ, muang hay mường) và làng bản (ban hay bản).
Các tỉnh được phân nhóm theo địa lý thành 3 miền, Bắc (từ Phongsaly đến Xayabury, Luông Pha Băng và Xiengkhuang), Trung (Viêng Chăn và Bolikhamxay) và Nam (từ Khammuane đến Champasack).
| Tỉnh            | Tỉnh lị            | Diện tích | Dân số (nghìn người), theo năm | Dân số (nghìn người), theo năm | Dân số (nghìn người), theo năm | Dân số (nghìn người), theo năm | Dân số (nghìn người), theo năm | Dân số (nghìn người), theo năm | Dân số (nghìn người), theo năm | Dân số (nghìn người), theo năm | Dân số (nghìn người), theo năm | Dân số (nghìn người), theo năm | Dân số (nghìn người), theo năm | Dân số (nghìn người), theo năm | Dân số (nghìn người), theo năm | Dân số (nghìn người), theo năm | Dân số (nghìn người), theo năm | Dân số (nghìn người), theo năm |
| --------------- | ------------------ | --------- | ------------------------------ | ------------------------------ | ------------------------------ | ------------------------------ | ------------------------------ | ------------------------------ | ------------------------------ | ------------------------------ | ------------------------------ | ------------------------------ | ------------------------------ | ------------------------------ | ------------------------------ | ------------------------------ | ------------------------------ | ------------------------------ |
|                 |                    | (Km²)     | 1976                           | 1980                           | 1985                           | 1990                           | 1995                           | 2000                           | 2001                           | 2002                           | 2003                           | 2004                           | 2005                           | 2006                           | 2007                           | 2008                           | 2009                           | 2015                           |
| Toàn quốc       |                    | 236800    | 2886                           | 3199                           | 3618                           | 4140                           | 4605                           | 5218                           | 5377                           | 5526                           | 5679                           | 5836                           | 5622                           | 5747                           | 5873                           | 6000                           | 6128                           | 6492                           |
| Viêng Chăn      | Thủ đô Viêng Chăn  | 3920      | -                              | -                              | 381                            | 464                            | 532                            | 598                            | 616                            | 633                            | 651                            | 669                            | 698                            | 711                            | 726                            | 740                            | 754                            | 821                            |
| Phongsaly       | Phongsali          | 16270     | 99                             | 110                            | 124                            | 141                            | 153                            | 174                            | 180                            | 185                            | 190                            | 195                            | 166                            | 168                            | 170                            | 172                            | 174                            | 178                            |
| Luangnamtha     | Namtha             | 9325      | 122                            | 136                            | 98                             | 119                            | 115                            | 131                            | 135                            | 139                            | 142                            | 146                            | 145                            | 149                            | 153                            | 157                            | 160                            | 176                            |
| Oudomxay        | Xay                | 15370     | 151                            | 167                            | 189                            | 283                            | 211                            | 240                            | 247                            | 254                            | 261                            | 268                            | 265                            | 272                            | 279                            | 286                            | 293                            | 308                            |
| Bokeo           | Houayxay           | 6196      | -                              | -                              | 56                             | 64                             | 115                            | 130                            | 134                            | 137                            | 141                            | 145                            | 145                            | 149                            | 153                            | 157                            | 162                            | 179                            |
| Luangprabang    | Luang Prabang      | 16875     | 238                            | 264                            | 298                            | 337                            | 367                            | 416                            | 429                            | 441                            | 453                            | 465                            | 407                            | 415                            | 423                            | 431                            | 440                            | 432                            |
| Huaphanh        | Xamneua            | 16500     | 169                            | 187                            | 212                            | 220                            | 247                            | 279                            | 288                            | 296                            | 304                            | 312                            | 281                            | 288                            | 295                            | 303                            | 310                            | 289                            |
| Xayabury        | Xayabury           | 16389     | 180                            | 200                            | 226                            | 185                            | 293                            | 333                            | 343                            | 352                            | 362                            | 372                            | 339                            | 345                            | 353                            | 360                            | 367                            | 381                            |
| Xiengkhuang     | Pek                | 15880     | 130                            | 144                            | 163                            | 181                            | 201                            | 229                            | 236                            | 242                            | 249                            | 256                            | 230                            | 246                            | 252                            | 258                            | 264                            | 245                            |
| Tỉnh Viêng Chăn | Phonhong           | 18526     | 517                            | 573                            | 267                            | 305                            | 287                            | 327                            | 337                            | 346                            | 373                            | 383                            | 389                            | 429                            | 442                            | 455                            | 467                            | 419                            |
| Borikhamxay     | Paksan             | 14863     | -                              | -                              | 123                            | 143                            | 165                            | 187                            | 192                            | 198                            | 203                            | 209                            | 225                            | 232                            | 241                            | 248                            | 256                            | 274                            |
| Khammuane       | Thakhek            | 16315     | 270                            | 299                            | 215                            | 245                            | 275                            | 311                            | 320                            | 329                            | 338                            | 348                            | 337                            | 345                            | 353                            | 360                            | 368                            | 392                            |
| Savannakhet     | Kaysone Phomvihane | 21774     | 438                            | 485                            | 549                            | 639                            | 675                            | 766                            | 790                            | 811                            | 834                            | 857                            | 826                            | 842                            | 859                            | 875                            | 891                            | 970                            |
| Saravane        | Saravane           | 10691     | 192                            | 212                            | 189                            | 225                            | 258                            | 292                            | 301                            | 310                            | 318                            | 327                            | 324                            | 332                            | 341                            | 349                            | 358                            | 397                            |
| Sekong          | Lam Mam            | 7 665     | -                              | -                              | 51                             | 57                             | 64                             | 73                             | 75                             | 78                             | 80                             | 82                             | 85                             | 87                             | 90                             | 93                             | 95                             | 113                            |
| Champasack      | Pakse              | 15 415    | 324                            | 360                            | 407                            | 453                            | 503                            | 572                            | 589                            | 606                            | 622                            | 640                            | 607                            | 616                            | 626                            | 635                            | 644                            | 694                            |
| Attapeu         | Samakkhixay        | 10 320    | 56                             | 62                             | 70                             | 79                             | 88                             | 100                            | 103                            | 105                            | 108                            | 111                            | 112                            | 115                            | 118                            | 121                            | 124                            | 140                            |
| Xaisomboun      | Anouvong           | 4 506     | -                              | -                              | -                              | -                              | 54                             | 62                             | 64                             | 65                             | 50                             | 51                             | 66                             | -                              | -                              | -                              | -                              | 85                             |